# 아오테아로아 (노래)
《아오테아로아》는 이한철, 스윗 소로우, 정지영, 김형준이 함께 부른 노래이자 이 노래가 수록된 디지털 싱글 음반이다. 아오테아로아(Aotearoa)는 태평양에 위치한 섬나라인 뉴질랜드의 마오리어 명칭으로 "하얗고 긴 구름의 나라"를 의미한다.
SBS 파워FM의 정지영의 스위트 뮤직 박스를 통해 공모된 가사들 중 하나를 선정한 뒤 이한철이 작곡한 반주를 붙여서 제작하였다.